# 先代旧事本紀
『先代旧事本紀』（せんだいくじほんぎ、さきのよのふることのふみ、先代舊事本紀）は、日本の神代から古代を扱った史書である。『旧事紀』（くじき）あるいは『旧事本紀』（くじほんぎ）ともいう。
成立は延喜年間（901年 - 923年）以前の平安時代初期と推定される。蘇我馬子らの撰とする序文は後世の偽作である。撰者は不明だが、物部氏の事績を多く載せていることから物部氏との関係が指摘されている。全巻を通じて『古事記』『日本書紀』などからの引用が多く独自の記事は少ない。ただし、尾張氏・物部氏の家伝によったとされる両氏の系譜を収める巻五の「天孫本紀」と、後世の加筆部分を除く巻十の「国造本紀」は貴重な史料とされる。近世初頭に偽書説が生まれてからは評価が低くなったが、古代末から中世にかけては神道関係において重視された。

## 概要
全10巻からなり、天地開闢から推古天皇までの歴史が記述されている。著者は不明だが、「天孫本紀」に尾張氏と物部氏の系譜を詳しく記述し、物部氏に関わる事柄を多く載せるところから、著者は物部氏の人物であるという説もある。
蘇我馬子による序文によれば、「推古天皇の勅を奉じて聖徳太子と蘇我馬子が620年に編纂にとりかかり、622年に完成した」という。実際には、平安時代初期に成立したとされてきた。同書が出現した時点で既に成立から3世紀経っていたことになるがさして疑われることもなく、中世を通じ長く史書として扱われ、また、とりわけ伊勢神道・吉田神道では重要な教典的地位を与えられてきた。
本文の内容の多くが『古事記』『日本書紀』『古語拾遺』を元にしたものとなっている。
江戸時代になってからは、水戸光圀が中世の偽書とし、国学者である多田義俊、伊勢貞丈、本居宣長らによっても偽書とされた。かつての権威は揺らいだものの擁護する者も多かった。近年、序文は後世に付け足された偽作であるものの、本文に独自の内容もあり、それらが全てが偽造であるとは言い切れないとし、特に、巻五の「天孫本紀」は尾張氏・物部氏の系図を載せ、巻十の「国造本紀」も古い家伝の資料によっていると考えられ、研究資料として評価されている。

## 成立時期
本書の実際の成立年代については推古朝以後の『古語拾遺』（807年成立）からの引用があること、延喜の頃に矢田部公望が元慶の日本紀講筵における惟良高尚らの議論について『先代旧事本紀』を引用して意見を述べていること、藤原春海による『先代旧事本紀』論が承平（931年 - 938年）の日本紀講筵私紀に引用されていることから1962年歴史学者の鎌田純一は『先代旧事本紀』は大同年間（806年 - 810年）以後かつ延喜書紀講筵（904年 - 906年）以前に成立と推定、1989年歴史学者の三上喜孝もその説について記載している。
一方で、ノンフィクションライターの藤原明は、矢田部公望が実際に公にこの説を持ち出したのは彼が行った承平の日本紀講筵（936年）からであるとし、矢田部自身の血統がこの書によれば上がることを指摘して、それよりあまり早い段階で十分に完成していたかについては懐疑的である。（参照：#藤原明の偽書説）
- 868年に編纂された『令集解』に『先代旧事本紀』からの引用があるとして、『先代旧事本紀』の成立時期を807年 - 868年とみる説がある。

- また『令集解』に引用される、穴太内人（あのうのうちひと）の著『穴記』(弘仁（810年 - 823年）天長（824 - 833年）年間に成立か。）に『先代旧事本紀』からの引用があるとして成立時期を807年 - 833年とみる説がある。ただし、『穴記』の成立年代は弘仁4年以後ということのみが特定できるにとどまるため、推定の根拠としては有効ではないともいわれる[31]。

## 編纂者
興原敏久
編纂者の有力な候補としては、平安時代初期の明法博士である興原敏久（おきはらのみにく）が挙げられる。これは江戸時代の国学者・御巫清直（みかんなぎ きよなお、文化9年（1812年） - 1894年（明治27年））の説である。興原敏久は物部氏系の人物（元の名は物部興久）であり、彼の活躍の時期は『先代旧事本紀』の成立期と重なっている。
編纂者については、興原敏久説の他に、石上神宮の神官説、石上宅嗣説、矢田部公望説などがある。
物部氏
佐伯有清は「著者は未詳であるが、「天孫本紀」には尾張氏および物部氏の系譜を詳細に記し、またほかにも物部氏関係の事績が多くみられるので、本書の著者は物部氏の一族か。」とする。
矢田部公望
御巫清直は『先代旧事本紀』の本文は良しとするが、序文は矢田部公望が904年 - 936年に作ったものとする。安本美典は『先代旧事本紀』の本文は興原敏久が『日本書紀』の推古天皇の条に記された史書史料の残存したものに、『古事記』『日本書紀』『古語拾遺』などの文章、物部氏系の史料なども加えて整え、その後、矢田部公望が「序」文と『先代旧事本紀』という題名を与え、矢田部氏関係の情報などを加えて現在の『先代旧事本紀』が成立したと推定している。

## 構成

### 神皇系図 1巻
現在、欠けて伝わらない。

### 第1巻「神代本紀」「神代系紀」「陰陽本紀」
天地開闢、イザナギ神話。

### 第2巻「神祇本紀」
ウケイ神話、スサノオ追放。

### 第3巻「天神本紀」
ニギハヤヒ神話、出雲の国譲り。

### 第4巻「地祇本紀（一云、地神本紀）」
出雲神話。

### 第5巻「天孫本紀（一云、皇孫本紀）」
物部氏、尾張氏の系譜。

### 第6巻「皇孫本紀（一云、天孫本紀）」
日向三代、神武東征。

### 第7巻「天皇本紀」
神武天皇から神功皇后まで。

### 第8巻「神皇本紀」
応神天皇から武烈天皇まで。

### 第9巻「帝皇本紀」
継体天皇から推古天皇まで。

### 第10巻「国造本紀」
国造家135氏の祖先伝承。

## 受容

### 評価
序文に書かれた本書成立に関する記述に疑いが持たれることから、江戸時代に今井有順、徳川光圀、多田義俊、伊勢貞丈、本居宣長らからは偽書とされたが、国学者の橘守部は『旧事記直日』で「元本があったはずであり、それは偽書でない」とし、伊勢神宮の社家出身の御巫清直は『先代旧事本記析疑』でやはり『先代旧事本紀』を擁護している。
近世はもとより近年に至るまで、「序文は後世付け足されたものだが、それ以外は価値があるのではないか」として再評価を試みる者も多い。来歴の記載がある序文が偽りなら『先代旧事本紀』全てを偽書とみなすのに問題はないという意見や、聖徳太子がかつて撰んだと仮託された書物という意見もある。『先代旧事本紀』は元々存在した本文へ後世になって聖徳太子の序文が付け加えられたとみるとしても「偽書」の定義「偽書 imposture すでに滅んで伝存しない作品,あるいは元々存在していない作品を,原本のように内容を偽って作成した本.仮託書（かりたくしょ）ともいう.それに対して,刊本や奥書などを偽造したり,蔵書印記を偽造して捺印したりして,古書としての価値を高めようとしたものは,偽造書,偽本,贋本（がんぽん）という.」に依れば「偽造書,偽本,贋本」に相当するといえる。鎌田純一は「しかしその一方で新井白石はこれを信頼しているし、その後の水戸藩でも栗田寛などは「国造本紀」、あるいは物部氏の伝記といったところを非常に重視しています……ですから完全に偽書扱いされてしまうのは、江戸時代というよりも、むしろ明治からあとのことでしょう」と述べている。

#### 偽書説
- 今井有順:「推古朝以後の記述が見られる」[38]
- 徳川光圀:「聖徳太子の撰といいながら、天皇諡号を記している。天皇諡号は淡海三船が撰したものである。……応仁の乱以後に卜部氏が勝手に作った偽書」[37]すなわち「後人の贋書」とし、信用できないとする[39]
- 有職家の多田義俊は『旧事記偽書明証考』（1731年）で偽書説を主張[6]。
- 伊勢貞丈は『旧事本紀剥偽』（1778年）を著し、卜部氏は関係ないとしながら「舊事本紀（先代旧事本紀）は往古の偽書なり」と記している[40][6]。
- 本居宣長は『古事記伝』巻一において、「"舊事本紀と名づけたる、十巻の書あり、此は後ノ人の偽り輯（アツ）めたる物にして、さらにかの聖徳太子命（シャウトクノミコノミコト）ノ撰び給し、眞（マコト）の紀（フミ）には非ず"……"但し三の巻の内、饒速日命の天より降り坐ス時の事と、五の巻尾張連物部連の世次と、十の巻の國造本紀と云フ物と、是等は何ノ書にも見えず、新に造れる説とも見えざれば、他に古書ありて、取れる物なるべし、"こうした記事は古い文書の記事を採用して書き綴った記録であり、後世にほしいままに造作した捏造の物語ではない。本居宣長はこう推定している」[10]
- 栗田寛は『国造本紀考』(文久元年、1861年）のなかで徳川光圀が「後人の贋書」とし、信用できないと述べたと記録している。[要出典]

##### 藤原明の偽書説
藤原明は、『旧事紀』は承平6年（936年）の日本紀講（『日本書紀』講）の席で矢田部公望によって聖徳太子勅撰として突如持ち出された書物であり、その後、本書は『日本書紀』の原典ともいうべき地位を獲得したが、矢田部公望が物部氏の格を上げるために創作した書物である可能性が高く（矢田部氏は物部氏の一族である武諸隅を遠祖とし、氏族重視の当時の社会では朝廷内での出世に影響をもたらしたことを指摘している）、実際に創作したのは別の人物の可能性もあるが、物部氏か矢田部公望に近い筋の者であろうと推定して、本書は偽書であるとしている。
『旧事記』の本文に価値を見出そうとする主張に対し、実証的研究により本文にも様々な誤りが見つけ出されていること、また、擁護派がしばしば重視する尾張氏と物部氏の関係について尾張氏の祖である天火明命（日本書紀では瓊瓊杵尊の第三子）と物部氏の祖である饒速日命は本来別の神であるとして、批判している。

##### 偽書説の経緯
序文には推古28年（620年）に推古天皇の命によって聖徳太子と蘇我馬子が著し、推古30年（622年）完成したものとある。
このことなどから、平安中期から江戸中期にかけては日本最古の歴史書として『古事記』・『日本書紀』より尊重されることもあった。

##### 江戸時代の偽書説の発生
しかし、推古朝以後の『古語拾遺』と酷似した箇所があり、『古語拾遺』が『先代旧事本紀』を引用したのではなく『先代旧事本紀』が『古語拾遺』を引用したと考えられたため、江戸時代に入って偽書ではないかという疑いがかけられるようになる。
御巫清直も『先代旧事本紀析疑』にて推古朝以降の記載を指摘している。

##### 江戸時代の偽書・『先代旧事本紀大成経』事件
江戸時代・延宝年間に著された偽書・『先代旧事本紀大成経』の影響で、その発想の元に使用された『先代旧事本紀』への評価も下がった。『先代旧事本紀大成経』は僧侶・潮音と伊勢神宮別宮の祠官が著述したもので、伊勢神宮・幕府を巻き込む大事件となり著者2名は流罪となった。神官47名が伊勢志摩国から追放となり禁書とされたが版木は残り、三十一巻本・七十二巻本・三十巻本として伝わっている。

#### 研究者による再評価
御巫清直は著書『先代旧事本紀析疑』にて「序文が悪いのであり、それを除けばどこにも偽作と見なすべき理由はない」と見なし、1947年飯田季治は『標注先代旧事本紀』の解題で偽書説を批判し、1958年G.W.ロビンソンは『旧事本紀攷』にて「『日本書紀』が部分的には『先代旧事本紀』を材料にしたとする説」を著した。
1962年鎌田純一の『先代旧事本紀の研究 研究の部』・『校本の部』は「研究対象としての『先代旧事本紀』の復権は、鎌田の著作なしにはあり得ないことであった」と評価されている。鎌田純一は、先に成立していた本文部分に後から序文が付け足されたために、あたかも本書が成立を偽っているような体裁になったとして、本文は偽書ではないと論じた。鎌田は序文に関して、奈良・平安初期の他の文献の序文と比べると文法が稚拙であること、延喜4年（904年）の日本紀講筵の際に『古事記』と『先代旧事本紀』はどちらが古いかという話題が出ていること（当時すでに序文が存在していたならそもそもそのような問いは成立しない）、鎌倉時代中期の『神皇系図』という書物の名を記していることを指摘し、序文の成立年代を鎌倉時代以降とした。すなわち、9世紀頃に作られた本来の『先代旧事本紀』には製作者や製作時期などを偽る要素は無かったということである。2001年の上田正昭との対談では、序文が付け加えられたのは「古代末期か中世初期」と述べている。

##### 偽書説への反証
近年上田正昭、鎌田純一、嵐義人、古相正美その他の研究者は「偽作は後から付け足された序文のみだ」と考えている。
- 弘仁3年（812年）日本紀講筵にて「天皇敕阿禮使習帝王本記及先代舊事」と日本紀私記に記録されている[55]。
- 904年延喜の日本紀講筵においての藤原春海の議論が936年承平の日本紀講筵にて引用されている。
- 904年藤原春海は延喜の日本紀講筵にて日本最初の史書を『古事記』と唱えている（「師説。以古事記爲始」）と936年承平の日本紀講筵にて矢田部公望により引用されている（延喜の日本紀講筵では公望は補佐役の尚復だった）[56][57]。

- 936年承平の日本紀講筵にて矢田部公望は聖徳太子撰の『先代舊事本紀』が最古（「而今案。上宮太子所撰先代舊事本紀十卷」）と説いたと『日本紀私記』・『釈日本紀』にて記録されている[56][57]。
- 『延喜公望私記』にて矢田部公望が『先代旧事本紀』第三の「湯津楓木」を引用してその前の元慶の日本紀講筵(878年)にて惟良高尚が神代紀「湯津杜木」の「杜」は「桂」の誤りではないかと問うて博士がそれを否定した箇所について惟良大夫を支持したと『釈日本紀』巻8にあるので、延喜の日本紀講筵(904年)の時期に公望は『先代旧事本紀』を読んでいる[24][59]。
- 『先代旧事本紀』の序文には完成年推古30年（622年）が明記されている。

以上の点から「904年延喜の日本紀講筵の際には『先代旧事本紀』に序文は無く、その間に序文が添えられた」とする学者たちがいる。

#### 資料価値
本文の内容は『古事記』・『日本書紀』・『古語拾遺』の文章を適宜継ぎ接ぎしたものが大部分であるが、それらにはない独自の伝承や神名も見られる。また、物部氏の祖神である饒速日尊（にぎはやひのみこと）に関する独自の記述が特に多く、現存しない物部文献からの引用ではないかと考える意見もある。
巻三の「天神本紀（てんじんほんぎ）」の一部、巻五の「天孫本紀（てんそんほんぎ）」の尾張氏、物部氏の伝承（饒速日尊に関する伝承等）と巻十の「国造本紀（こくぞうほんぎ）」には、他の文献に存在しない独自の所伝がみられる。「天孫本紀」には現存しない物部文献からの引用があるとする意見もあり、国造関係史料としての「国造本紀」と共に資料的価値があるとする意見もある。
- 青木和夫は巻五の「天孫本紀」は尾張氏，物部氏の古来の伝承であり、巻十の「国造本紀」も古い資料によっているとする[60]。
- 新野直吉は「国造本紀」について「畿内大倭から多鳥（たね）までの大化前代の地方官豪族である国造（くにのみやつこ）名を掲げ、その系譜と任命設置時を示している。後世の国造である律令国造の名や国司名も混入しているが、他に例のないまとまった国造関係史料なので、独自の価値を持ち古代史研究の史料となっている。」とする[61]。
- 佐伯有清は『鎌田純一著『先代旧事本紀の研究』全二巻（1960、62・吉川弘文館）』を参考文献にあげて「天孫本紀」「国造本紀」は史料として重要とする[2]。
- 上田正昭は「私もまたおりあるごとに『先代旧事本紀』はたんなる「偽書」ではなく、貴重な古典である所以について言及してきた」[62]、『先代旧事本紀』には注目すべき内容が多々あると述べている[注 8]。
- 鎌田純一は今も宮中で大嘗祭・新嘗祭前日に行われる鎮魂祭での御玉緒糸結びの儀、宇気槽を衝く儀、御衣振動の儀において『先代旧事本紀』に記されている十種神宝に関する唱え言葉を唱えることからも重要な資料であると記している[63]。饒速日尊の降臨した「河内国河上哮峯」伝承地は、住吉大社の社伝『住吉大社神代記』の「膽駒神南備本紀」にて神南備である生駒山の北限を饒速日山と記載してあることから、大阪府交野市磐船神社近辺と推定している[64][65]。
- 渡邉卓は「平安時代には既に成立していたことは間違いない……偽書説を経ることにより、かえって本文に残された古伝の価値が指摘されたのであった」と評価している[16]。
- 心理学者の安本美典は物部氏の伝承や国造関係の情報は貴重であり、推古朝遺文（推古天皇の時代に書かれたとされる文章）のような古い文字の使い方があり相当古い資料も含まれている可能性があるとする[66][67]。大和岩雄の饒速日尊の降臨した「河内国河上哮峯」伝承地について、河内国交野郡は交野物部の本貫地であること、「天神本紀」の天物部二十五部・肩野物部の肩野は交野であること、饒速日尊の六世孫・伊香色雄命の子・多弁宿禰が交野連の祖先と記載されていること、饒速日尊の十三世孫・物部の目の大連の子の物部臣竹連公が交野の連らの祖先であるとも記載されていることから哮峯は河内国讃良郡西田原・磐船山（饒速日山）説等から1713年貝原益軒 『南遊紀行』、1789年平沢元愷「漫遊文草」、1801年秋里籬島河内名所図会にも書かれた北河内磐船説が南河内説よりも有利との推定[68]を支持している[69]。
- 法学者の蓮沼啓介[70][71][72]は「天神本紀」、「天孫本紀」、「国造本紀」に資料価値を認めつつも、これらの巻にも「後世に加筆した疑わしい記事が混じっている。」として、批判的に扱うべきであるとする[73]。

### 影響
『先代旧事本紀』は序文に聖徳太子、蘇我馬子らが著したものとあるため、中世の神道家などに尊重された。例えば鎌倉時代の僧・慈遍は、『先代旧事本紀』を神道の思想の中心と考えて注釈書『舊事本紀玄義』を著し、度会神道に影響を与えた。伊勢神道を確立した外宮祠官渡会氏は神典ともいうべき扱いをした。また、室町時代に吉田兼倶が創始した吉田神道でも『先代旧事本紀』を重視し、記紀および『先代旧事本紀』を「三部の本書」としている。
江戸時代には『先代旧事本紀』を基盤にして、『先代旧事本紀大成経』（延宝版（潮音本、七十二巻本））、およびその異本である『鷦鷯（ささき、さざき）伝本先代旧事本紀大成経（大成経鷦鷯伝）』（三十一巻本、寛文10年（1670年）刊）、『白河本旧事紀』（伯家伝、三十巻本）などが創作されたと言われ、後に多数現れる偽書群「古史古伝」の成立にも影響を与えた。
日本における古典言語の研究でも、例えば神名の出典として『先代旧事本紀』が用いられている例がある。また、幕末にホフマンが著した『日本語文典例証』と『日本語文典』には、『古事記』や『日本書紀』などのほか、『和名類聚抄』や『倭訓栞』などの辞書類、そして『先代旧事本紀』が利用されている。

## 刊行本
- 『旧事紀』溝口駒造、改造文庫、1943年。
- 『舊事紀訓解』上・下、三重貞亮著、明世堂、1944年。
- 『標註 舊事紀校本』飯田季治校訂、瑞穂出版、1947年。
- 『先代舊事本紀の研究』<校本の部>・<研究の部>、鎌田純一著、吉川弘文館、1960年。
- 『先代舊事本紀 訓註』大野七三編著、意富之舎、新人物往来社、1989年。ISBN 4404016115
- 『先代旧事本紀 訓註』大野七三校訂編集、批評社、2001年。ISBN 4826503253
- 『先代旧事本紀 現代語訳』安本美典監修、志村裕子訳、2013年。ISBN 482650585X
- 『先代旧事本紀注釈』工藤浩・松本直樹・松本弘毅校注・訳、花鳥社、2022年。ISBN 9784909832535（新訂版、2024年。ISBN 9784909832993）